# 수리고등학교
수리고등학교(修理高等學校)는 대한민국 경기도 군포시 산본동에 위치한 공립 고등학교이다.

## 학교 연혁
- 1997년 1월 14일 : 수리고등학교 설립인가(36학급)
- 1997년 3월 1일 : 수리고등학교 개교, 초대 김종오 교장 취임
- 1997년 3월 4일 : 1997학년도 입학식
- 2016년 3월 1일 : 과학중점학교 운영(2016.03.01~2020.2.29)
- 2018년 3월 1일 : 경기도교육청 혁신학교 지정(2018.03.01~2022.02.28)
- 2020년 9월 1일 : 제8대 심연아 교장 취임
- 2021년 1월 8일 : 제22회 졸업식 (403명, 누계 11,753명)
- 2021년 3월 2일 : 2021학년도 입학 (14학급 365명)

## 참고 자료
- 수리고등학교 - 한국교육학술정보원 학교알리미